# Rafael Torres Escartín
Rafael Liberato Torres Escartín (Bailo, Huesca, 20 de diciembre de 1901 - Barcelona, 1939) fue un combatiente anarquista español.

## Biografía
Hijo de Pedro Torres Marco y de Orencia Escartín Villacampa, Rafael nació en la casa cuartel de la Guardia Civil de Bailo, donde se encontraba destinado su padre. Siendo estudiante en Huesca, fue introducido en el anarquismo por el pintor y periodista anarquista Ramón Acín. Abandonó los estudios por el oficio de pastelero. Desde 1918 militó en las filas de la CNT, concretamente en el sindicato de alimentación, y dejó Huesca para vivir en Zaragoza.
En Zaragoza se sumó al grupo anarquista Crisol, grupo que luego pasaría a llamarse Los Solidarios, compuesto por personajes destacados en el anarquismo como Buenaventura Durruti o Francisco Ascaso. Vivió un tiempo a caballo entre la capital aragonesa y Barcelona, donde trabajó en el Hotel Ritz.
En 1923, el grupo Los Solidarios afirmaba que el cardenal Juan Soldevila y Romero, el gobernador civil de Barcelona Severiano Martínez Anido y el ministro de la gobernación Gabino Bugallal Araújo habían ordenado el asesinato del líder sindicalista Salvador Seguí, crimen que había sido perpetrado en Barcelona el día 10 de marzo. Con este convencimiento, decidieron asesinar al cardenal arzobispo de Zaragoza. El día 4 de junio, Rafael Torres Escartín, junto con Francisco Ascaso, asesinaron de veinte disparos en su coche al cardenal dejando a su chofer gravemente herido.
Aunque en principio logró huir de la policía, Torres Escartín fue detenido durante un atraco al Banco de España de Gijón y a pesar de que consiguió volver a fugarse, fue de nuevo apresado y condenado a muerte. A consecuencia de ello, Torres Escartín enloqueció durante su estancia en el penal de Santoña, y su condena fue conmutada por un ingreso en un manicomio de Reus en 1931. A pesar de su estado mental, Rafael fue fusilado hacia el final de la guerra civil española en 1939.